# 14 قمة: لا شيء مستحيل
14 قمة: لا شيء مستحيل هو فيلم وثائقي لعام 2021 من إخراج توركويل جونز، وإنتاج نوح ميديا جروب وليتل مونستر فيلمز وتوركيل جونز مع نيرمال بورجا وجيمي تشين وإليزابيث فاساريلي كمنتجين تنفيذيين. يتتبع الفيلم متسلق الجبال النيبالي نيرمال بورجا وفريقه وهم يحاولون تسلق جميع القمم البالغ عددها 14 التي يكون ارتفاعها أكثر من ثمانية الالاف في غضون فترة زمنية قياسية تقل عن سبعة أشهر. (كان الرقم القياسي السابق7 سنوات واكثر.)
التقط فريق الرحلة جزءًا كبيرًا من اللقطات، بينما أضاف المخرج صورًا ومقابلات إضافية في وقت لاحق، بما في ذلك مقابلات مع رينهولد ميسنر (الذي وصف هذا العمل بأنه «بيان فريد في تاريخ تسلق الجبال»)، والمزيد من رائدي تسلق الجبال ذات الارتفاعات العالية  وعائلة بورجا (بما في ذلك زوجته وإخوته). تم عرض الفيلم لأول مرة في مهرجان DOC NYC السينمائي، وتم إصداره على نتفلكس في 29 نوفمبر 2021.

## خلفية
يدور الفيلم الوثائقي حول مشروع الممكن، وهي خطة قام بها متسلق نيبالي متسلق للمرتفعات نيرمال بورجا لتسلق جميع القمم الـ 14 الأعلى في العالم ذات الارتفاع الزائد عن 8,000 متر (26,247 قدم) (تسمى ب ثمانية آلاف) في غضون 7 أشهر (أي من أواخر الربيع إلى أواخر الصيف، قبل بدء فصل الشتاء). استغرق التسلق الفعلي 6 أشهر و 6 أيام بين أبريل 2019 إلى أكتوبر 2019. كان المتسلق الإيطالي راينهولد ميسنر أول شخص تسلق 14 قمة ذات ارتفاع الثمانية آلاف، واستغرق 16 عامًا بين عامي 1970 و 1986 وأكمل هذا الإنجاز دون استخدام الأكسجين الإضافي. بحلول عام 2013، تم تحقيق هذا الإنجاز في 7 سنوات و 310 أيام بواسطة متسلق كوريا الجنوبية كيم تشانغ، الذي لم يستخدم أيضًا الأكسجين الإضافي. قرر بورجيا استخدام الأكسجين فوق 7,500 متر (24,600 قدم) لمشروع الممكن استنادًا إلى التجارب السابقة عند عدم استخدام الأكسجين في التسلق بعد تجاوز ارتفاع الثمانية الالاف كان من شأنه أن يمنعه من إنقاذ حياة المتسلقين المنكوبين (وهو أمر قانم به عدة مرات أثناء المشروع). في عام 2021، عندما قاد فريقًا أكبر من النيباليين لإكمال أول تسلق شتوي لـ K2، لم يستخدم بورجا الأكسجين.
يظهر ميسنر عدة مرات في الفيلم يتحدث عن ارتفاع قمم الثمانية آلاف وما كان بورجا يحاول القيام به؛ التقى بورجا بميسنر بعد تعرضه لسقوط سيئ على نانجا باربات لكن ميسنر شجعه على الاستمرار، مع سرد بورجا: «نظر في عيني وقال،» يمكنك فعل ذلك «. قال لي في وجهي، ولم يرَ حتى تسلقي. عندما قام بتسلق قمم مرتفعات الثمانية الالاف، كان مجتمع تسلق الجبال بأكمله ضده، لكنه أثبت المفهوم. لقد فعل ذلك عندما لم يتمكن العالم من رؤية رؤيته».

## ملخص
يبدأ الفيلم الوثائقي في أبريل 2019، مع محاولة بورجا في أنابورنا، التي تعتبر إحصائيًا من أخطر مرتفعات الثمانية الالاف. ينضم بورجا إلى المتسلق الكندي دون بوي الذي فشل عدة مرات في أنابورنا. ومع ذلك، يشجع بورجا بوي على القدوم مع فريقه وقد نجحوا في الاجتماع في 23 أبريل، حيث قال بوي «اعتقد هذا الرجل أنهم سيفعلون ذلك، وقد استمروا في العمل». في اليوم التالي، عاد بورجا إلى أعلى الجبل لإنقاذ متسلق مصاب (تم تحديده لاحقًا على أنه المتسلق الماليزي ووي كن تشبن) والتي تكلل انقاذه بنجاح (على الرغم من أن تشين سيموت بعد أيام في سنغافورة). أدت عملية الإنقاذ إلى فقد بورجا «نافذة الطقس» الخاصة به لداولاغيري، التي عقدها فريقة في الطقس السيئ في 12 مايو. ثم يصل بورجا إلى قمة كانشينجونجا في 15 مايو في دفعة واحدة مدتها 22 ساعة يمر عبر جميع المعسكرات. أثناء النزول من القمة عند 8,450 م (27,720 قدم) وما زالوا في منطقة الموت، واجه بورجا وفريقه اثنين من المتسلقين الهنود المنكوبين (تم تحديدهما لاحقًا باسم كونتال كرار وبيبلاب بيديا)؛  على الرغم من إعطائهم كل الأكسجين والانتظار لمدة 12 ساعة للحصول على المساعدة التي لم تصل أبدًا، يموت أحدهم بين ذراعي بورجا، بينما يموت الآخر في المعسكر 4 - يعاني بورجا من الوذمة الدماغية في المرتفعات بعد مساعدة متسلقًا ثالثًا ضائعًا.
بعد تأخره عن الموعد المحدد والتشكيك بنفسه بعد وفاة أنابورنا وكانشينجونجا، يلتقي بورجا القمة الثالثة من الجبال ذات الارتفاع الأعلى من الثمانية الالاف جبل إيفرست في 22 مايو، ولوتس في 22 مايو، وماكالو في 24 مايو، في دفعة قياسية استغرقت 48 ساعة، والتقط صورة لتزاحم وانتظار المتسلقين في هيلاري ستيب على قمة ايفرست، والتي انتشرت بشكل كبير وأعيد طباعتها في مقدمة نيويورك تايمز. ثم يعود الفيلم إلى الفترة التي سبقت بدء التسلق، مع مقابلات من زوجته وأخوة بورجا حول حياته المبكرة ومسيرته المهنية في Gurkas و (SBS) أي سرب القوارب الخاصة، والتضحيات والمخاطر المالية التي اتخذتها بورجا لإنشاء مشروع الممكن. نتعلم أيضًا أن والدته مريضة، وقريبة من الموت كقرب تجربته عندما ارتطمت رصاصة قناص في وجه أثناء خدمته مع SBS.
ثم ينتقل بورجا إلى كاراكورام قمة ثمانية آلاف نانجا باربات في 3 يوليو، لكنه بسقط 100 م (330 قدم) أثناء النزول ولم يتمكن من التوقف عن السقوط الا عندما امسك بحبل عشوائي مثبت تم تركه على الجبل. يخبر بورجا الكاميرا: «أقول دائمًا لنفسي، لن أموت اليوم. ربما غدًا، لكن ليس اليوم». ثم عقد قمة غاشربروم الأول في 15 يوليو وقمة غاشربروم الثاني في 18 يوليو. عندما يصل بورجا إلى K2 (وهو أيضًا أحد أخطر مرتفعات جبال الثمانية آلاف)، كانت الروح المعنوية في Base Camp منخفضة جدًا، وكانت المستويات العالية من الانهيارات الجليدية تعني أن معظم الفرق تستعد للتخلي عن التسلق. يكسر فريق بورجا بعض الزجاجات واقام حفلة لرفع الروح المعنوية. في اليوم التالي، بدأ بورجا وفريقه في تسلق K2 ووضع حبال ثابتة في القسم الخطير من Bottleneck التسلق في الساعة 1 صباحًا (عندما يكون الثلج في أقصى درجاته وثباته). يصل بورجا إلى قمة K2 في 24 يوليو، وعلى مدار اليومين التاليين، استخدم 24 متسلقًا آخر الحبال الثابتة التي وضعها فريق برجا لقمة الجبل. بعد ذلك بيومين، وصل بورجا إلى القمة العريضة في 26 يوليو، وبذلك أكمل 23 يومًا لتسلق الخامس من قمم الثمانية آلاف في كاراكورام.
يعود بورجا مسرعا إلى كاتماندو ليكون مع والدته التي عانت من نوبة قلبية. ثم عاد إلى قمة تشو أويو في 23 سبتمبر، وماناسلو في 27 سبتمبر. ثم أمضى بضعة أسابيع في الضغط على السياسيين النيباليين لمساعدته في الحصول على تصريح من الصينيين لتسلق الشيشةبانغما في التبت، الامر الذي تم بنجاح في 29 أكتوبر 2019. يتواصل بورجا من القمة مع والدته التي تحتضر الآن قائلا «لقد فعلناها». لاحقًا نرى بورجا يجتمع مع والدته ووسائل الإعلام العالمية للاحتفال باختتام مشروع الممكن.

### الأرقام القياسية
- الصعود السريع لجميع الـ 14 ثمانية آلاف في 6 أشهر و 6 أيام (كان الرقم القياسي السابق 7 سنوات و 310 أيام من قبل المتسلق الكوري الجنوبي كيم تشانغ هو، الذي لا يزال يحمل الرقم القياسي لتحقيق هذا الإنجاز دون استخدام الأكسجين الإضافي).[13]
- أسرع صعود من بين أعلى خمسة ثمانية آلاف متسلق في 70 يومًا (الرقم القياسي للتسلق بدون أكسجين إضافي هو 4 سنوات و 219 يومًا من قبل الأخوين الإسبان ألبرتو إينوراتيجي وفيليكس إينوراتيجي).[13]
- أسرع ثلاثية من إفرست ولوتس وماكالو في يومين و 30 دقيقة (كان بورجا هو صاحب الرقم القياسي السابق منذ عام 2017).[13]

## الطاقم
ملامح الفيلم الوثائقي:
- نيرمال بورجا (مثل نيمسداي)
- سوتشي بورجا (زوجة نيرمال بورجا)
- كمال برجا (شقيق نيرمال بورجا)
- مينجما جيابو شيربا، فريق التسلق
- جيلجين شيربا، فريق التسلق
- لاكبا دندي شيربا، فريق التسلق
- جيسمان تامانج، فريق التسلق
- راينهولد ميسنر، متسلق أجرى مقابلة حول المشروع
- مقابلة جيمي تشين، متسلق وصانع أفلام حول المشروع
- Klára Poláčková، متسلق مقابلة حول المشروع
- دون بوي، متسلق أجرى مقابلة حول المشروع
- غاريت ماديسون، متسلق مقابلة حول المشروع

## إنتاج
أخبر بورجا Climbing أن مشروع الممكن كان طريقة للرد على الشكوك المستمرة التي واجهها قبل البدء، وخاصة جمع الرعاية المالية للمشروع، حيث كافح لإقناع المستثمرين بأن أهدافه كانت واقعية وأنه كان المتسلق الذي سيحققها. عندما تسلق القمه الأولى، أنابورنا 1 في 23 أبريل 2019، كان بورجا قد حجز 15 في المائة فقط من التمويل الذي يحتاجه، وجاءت معظم هذه الأموال من إعادة رهن منزله في المملكة المتحدة. ومع ذلك، مع تطور التسلق، تمكن بورجا من جمع الأموال من خلال حملات GoFundMe ورعاية الشركات (على سبيل المثال، إعادة تسمية المشروع باسم مشروع بريمونت الممكن). أخبر بورجا ريد بول، «لقد كانت مخاطرة مالية واحدة تلو الأخرى»، و «أقول دائمًا أن هذا المشروع كان مذهلاً للغاية».
أثناء المشروع، تم دعم بورجا من قبل فريق متطور من المتسلقين النيباليين، تم تقديم العديد منهم في الفيلم، بما في ذلك مينجما ديفيد شيربا، وجيلجين شيربا، ولاكبا ديندي شيربا، وجيسمان تامانج، ومع ذلك، فإن بورجا هو الوحيد الذي اكمل تسلق جميع القمم ال14 ذات الارتفاع الأكثر من ثمانية الالاف خلال الفيلم.
14 قمة: لاشيء مستحيل تم جمع 100 ساعة من اللقطات التي التقطها بورجا وفريق التسلق النيبالي من أبريل إلى أكتوبر 2019. قام المخرج توركويل جونز بدمج لقطات بورجا ولقطات الأرشيف والرسوم المتحركة والمقابلات. قام الملحن البريطاني الهندي Nainita Desai بتأليف موسيقى الفيلم.
14 قمة: لاشيء مستحيل من إنتاج توركويل جونز، وتم إنتاجه بشكل تنفيذي من قبل نيرمال بورجا وجيمي تشين وإليزابيث تشاي فاسارهيلي تحت راية مجموعة نوح ميديا، ليتل مونستر فيلمز.

## الإصدار
تم إصدار المقطع الدعائي لـ 14 قمة لا شيء مستحيل في 2 نوفمبر 2021. وعُرض الفيلم لأول مرة في مهرجان DOC NYC السينمائي. تم إصداره في جميع أنحاء العالم في 29 نوفمبر 2021 على بث Netflix.